# Matthias Hafenreffer

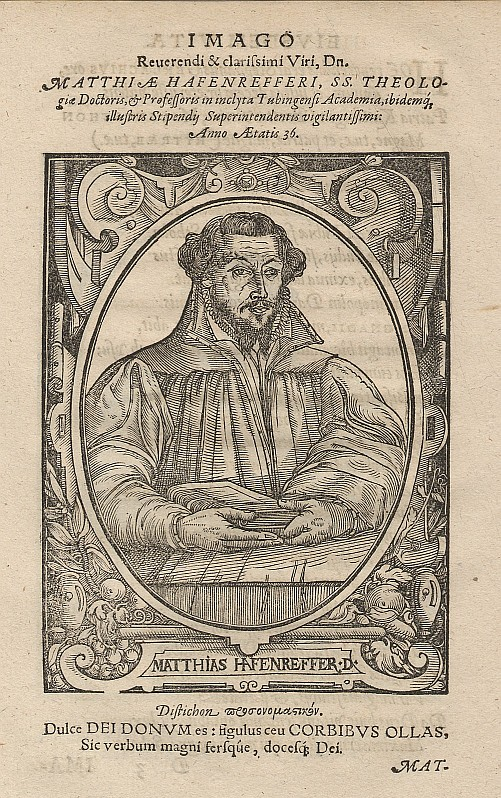
Matthias Hafenreffer

Matthias Hafenreffer (* 24. Juni 1561 in Lorch (Württemberg); † 22. Oktober 1619 in Tübingen) war ein deutscher lutherischer Theologe.

## Leben und Werk
Hafenreffer studierte Philosophie und Theologie an der Universität Tübingen und wurde 1581 Magister, 1583 Repetent. 1586 wurde er Diakon in Herrenberg, 1588 Pfarrer in Ehningen, 1590 Hofprediger und Konsistorialrat in Stuttgart. 1592 kehrte er als Professor nach Tübingen zurück, wo er zugleich zum Dr. theol. promoviert wurde. Er war zunächst dritter Ordinarius und stieg 1612 zum zweiten, 1618 zum ersten Ordinarius auf. Ab 1595 amtierte er sechs Mal als Rektor der Universität. 1618 wurde er Kanzler der Universität.
Hafenreffer gilt als erster bedeutender Vertreter der nachkonkordistischen lutherischen Orthodoxie. Seine Loci theologici, 1600 auf Wunsch des Herzogs Friedrich von Württemberg für den Thronfolger Johann Friedrich verfasst, fanden (später wesentlich erweitert) große Verbreitung als dogmatisches Lehrbuch, nicht nur in der württembergischen Kirche, sondern auch in Schweden. Im Zusammenhang mit seinen Studien zum Buch Ezechiel Kap. 40–48 beschäftigte er sich mit der Quadratur des Kreises.
Zu Hafenreffers Schülern gehören unter anderem Johann Valentin Andreae und Johannes Kepler.
Hafenreffer war zweimal verheiratet; ab 1586 mit Agatha (1554–1599), einer Tochter von Johannes Brenz und Witwe des Theologen Thomas Spindler, ab 1600 mit Euphrosyne, einer Tochter des Ratsherrn Georg Besserer aus Memmingen. Zu seinen insgesamt 15 Kindern gehören Samuel Hafenreffer (1587–1660), Mediziner und Hochschullehrer an der Universität Tübingen, und David Hafenreffer (1592–1627), Superintendent in Cannstatt.

## Schriften (Auswahl)
- Loci theologici: Certa methodo ac ratione, in 3 libros tributi. Tübingen 1600 (und zahlreiche weitere Ausgaben)
- Examen und Gegenbericht/ Uber das jüngsten zu Heidelberg getruckt Calvinische Büchlin/ nachfolgenden Tituls: Außführlicher Bericht/ Was die Reformirte Kirchen in Teutschland/ gleuben oder nicht gleuben: Item/ was sie für Ceremonien gebrauchen oder nicht gebrauchen. Tübingen 1608.
- Analysis terminorum, vocabulorum, regularum et axiomatum theologicorum praecipuorum, quae passim vel in scriptura sacra vel in patrum ac orthodoxorum theologorum scriptis occurrunt. Tübingen 1609.
- Templum Ezechielis, sive in IX postrema prophetae capita commentarius. Tübingen 1613.
- Doctrinae Christianae Summa. Hrsg. v. Johann Valentin Andreae. Tübingen 1614
- Compendium doctrinae coelestis. Hrsg. v. Bengt Hägglund, Cajsa Sjöberg (2010) ISBN 978-91-977366-8-8